# Giovanni Domenico Maraldi
Giovanni Domenico (em francês:  Jean-Dominique) Maraldi (Perinaldo, 17 de abril de 1709 — 14 de dezembro de 1788) foi um astrônomo e matemático ítalo-francês, sobrinho de Giacomo Filippo Maraldi.
Ao longo de sua carreira, descobriu aglomerados globulares como M15 e M2.